# Литовка (приток Луптюга)
Литовка — река в России, протекает по Шабалинскому району Кировской области и Октябрьскому району Костромской области. Устье реки находится в 4,4 км от устья Луптюга по левому берегу. Длина реки составляет 14 км.
Исток реки расположен в болотах у деревни Глинник в 8 км к северо-западу от села Черновское. Река течёт на северо-запад, крупных притоков и населённых пунктов по берегам нет. Большая часть течения проходит по Кировской области, за километр перед устьем река перетекает в Костромскую область. Впадает в Луптюг ниже посёлка Луптюг.

## Данные водного реестра
По данным государственного водного реестра России относится к Верхневолжскому бассейновому округу, водохозяйственный участок реки — Ветлуга от истока до города Ветлуга, речной подбассейн реки — Волга от впадения Оки до Куйбышевского водохранилища (без бассейна Суры). Речной бассейн реки — (Верхняя) Волга до Куйбышевского водохранилища (без бассейна Оки).
Код объекта в государственном водном реестре — 08010400112110000040885.